# 코를라시
코를라시(위구르어: كورلا شەھىرى 코를라 시, 몽골어: Хорл, 중국어 간체자: 库尔勒市, 정체자: 庫爾勒市, 병음: Kù'ěrlè Shì, 중국조선어: 쿠르러)는 중화인민공화국 신장 위구르 자치구 바인골린 몽골 자치주의 주도이다. 옛날부터 실크로드의 오아시스 도시로 번창했었지만, 최근에는 타림 유전이 개발되면서 유전개발의 기지로 발전하고 있다. 또한 이에 따라 한족이 대량으로 유입되면서, 대다수를 차지하던 위구르족은 거주지를 잃고 한족이 70%를 차지하고 있다.
도시 이름은 때때로 영어로 쿠를라(Kurla)로 표기하기도 한다.

## 지리
코를라는 우루무치에서 남서쪽으로 200 km 떨어져 있다. 그러나 도로 여행으로는 500 km 이상이다. 얀키(카라샤르)로 가는 톄먼관(철문관)은 도시의 북쪽 7 km 지점에 있다. 그곳은 방어하기 쉽기 때문에 고대 비단길을 북쪽의 유목민으로부터 방어하는 데 중요한 역할을 하였다.
콩큐강은 쿠얼러의 중심을 통해 흐르며 그것은 신장에서는 독특한 특색이다. 공작강으로 자주 오역되는 중국의 콩큐라는 단어는 실제로 위구르어 콩키에서 나왔고 물이 많음을 의미한다.
코를라는 카라샤르 다음의 영역 내에 최대의 중심이었다. 풍부한 물과 넓은 농원을 지니며 카라샤르의 남서쪽으로 가는 길을 지배한다. 타클라마칸 사막에서 유전을 발견하여 코를라는 이제 카라샤르보다 더 개발되었고 인구도 많아졌다.

### 호수

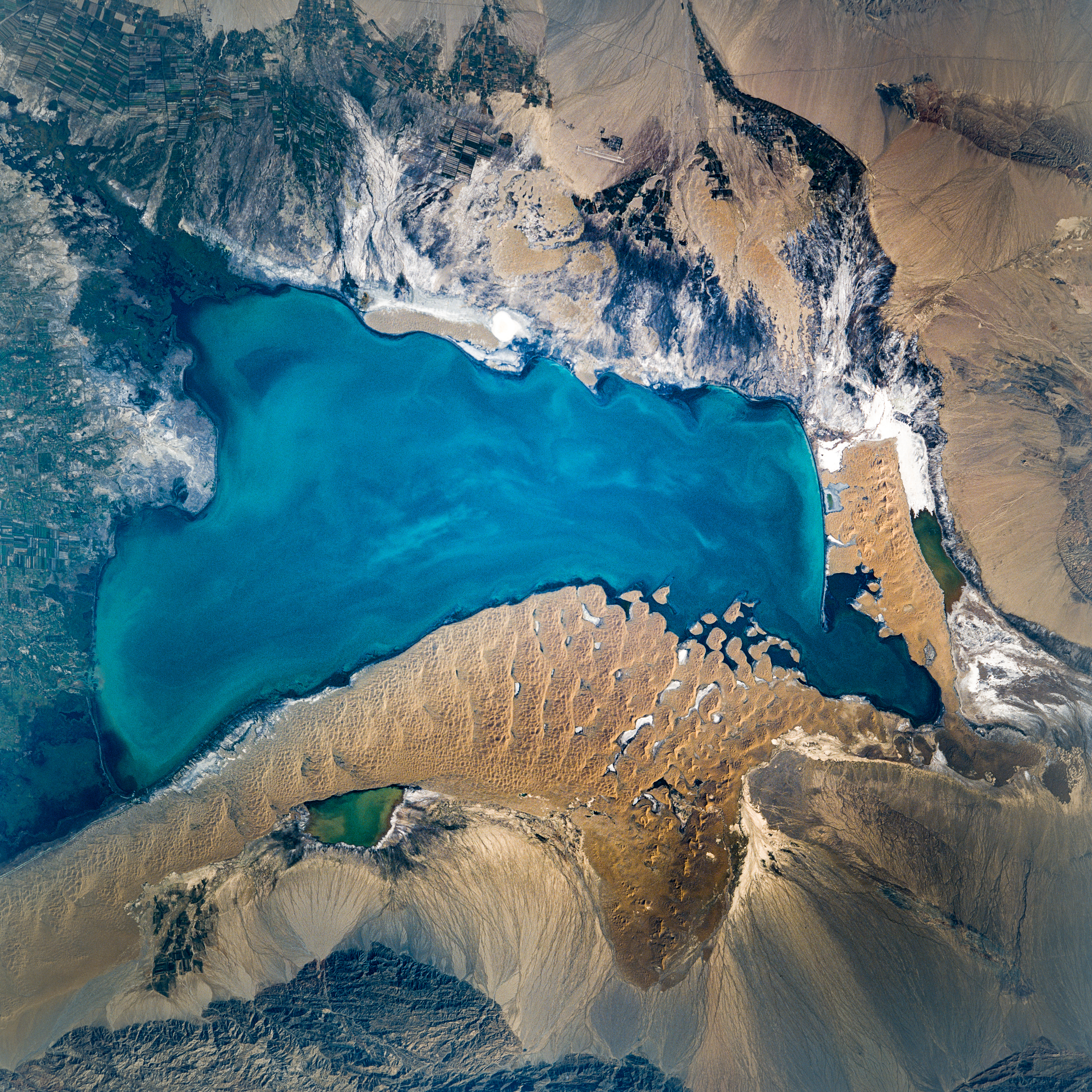
신장 최대의 보스텅 호수

보스텅(博斯腾) 호수는 중국 최대의 담수호수로 수역 면적은 1,400km에 달한다. 호수는 해발 1,048m이며 평균 8m의 수심을 가지고 있다. 2007년에 내륙어항 건설을 시작할 정도로 붕어나 새우, 진주조개, 농어 등이 풍부하다. 여름에는 신장 지역의 피서지로 금사탄(金沙灘) 해수욕장은 내륙의 피서지로서는 낯설고 신기한 풍경을 제공한다.

### 기후
| Korla (1971−2000)의 기후 | Korla (1971−2000)의 기후 | Korla (1971−2000)의 기후 | Korla (1971−2000)의 기후 | Korla (1971−2000)의 기후 | Korla (1971−2000)의 기후 | Korla (1971−2000)의 기후 | Korla (1971−2000)의 기후 | Korla (1971−2000)의 기후 | Korla (1971−2000)의 기후 | Korla (1971−2000)의 기후 | Korla (1971−2000)의 기후 | Korla (1971−2000)의 기후 | Korla (1971−2000)의 기후 |
| 월                       | 1월                      | 2월                      | 3월                      | 4월                      | 5월                      | 6월                      | 7월                      | 8월                      | 9월                      | 10월                     | 11월                     | 12월                     | 연간                     |
| ------------------------ | ------------------------ | ------------------------ | ------------------------ | ------------------------ | ------------------------ | ------------------------ | ------------------------ | ------------------------ | ------------------------ | ------------------------ | ------------------------ | ------------------------ | ------------------------ |
| 역대 최고 기온 °C (°F)   | 8.5 (47.3)               | 14.0 (57.2)              | 24.9 (76.8)              | 34.6 (94.3)              | 36.3 (97.3)              | 38.2 (100.8)             | 40.0 (104.0)             | 40.0 (104.0)             | 36.2 (97.2)              | 29.8 (85.6)              | 20.1 (68.2)              | 9.8 (49.6)               | 40.0 (104.0)             |
| 일평균 최고 기온 °C (°F) | −1.5 (29.3)              | 4.8 (40.6)               | 13.3 (55.9)              | 22.2 (72.0)              | 27.6 (81.7)              | 30.9 (87.6)              | 32.8 (91.0)              | 32.0 (89.6)              | 27.0 (80.6)              | 19.1 (66.4)              | 8.8 (47.8)               | 0.3 (32.5)               | 18.1 (64.6)              |
| 일일 평균 기온 °C (°F)   | −7.0 (19.4)              | −1.3 (29.7)              | 7.1 (44.8)               | 15.5 (59.9)              | 21.0 (69.8)              | 24.6 (76.3)              | 26.4 (79.5)              | 25.4 (77.7)              | 19.9 (67.8)              | 11.3 (52.3)              | 2.2 (36.0)               | −5.2 (22.6)              | 11.7 (53.1)              |
| 일평균 최저 기온 °C (°F) | −11.8 (10.8)             | −6.8 (19.8)              | 1.0 (33.8)               | 8.7 (47.7)               | 14.4 (57.9)              | 17.9 (64.2)              | 19.8 (67.6)              | 18.8 (65.8)              | 13.2 (55.8)              | 4.9 (40.8)               | −2.9 (26.8)              | −9.6 (14.7)              | 5.6 (42.1)               |
| 역대 최저 기온 °C (°F)   | −25.3 (−13.5)            | −20.7 (−5.3)             | −10.4 (13.3)             | −3 (27)                  | 1.6 (34.9)               | 6.2 (43.2)               | 10.6 (51.1)              | 7.9 (46.2)               | 1.9 (35.4)               | −4.4 (24.1)              | −16.6 (2.1)              | −24.4 (−11.9)            | −25.3 (−13.5)            |
| 평균 강수량 mm (인치)    | 2.0 (0.08)               | 1.5 (0.06)               | 1.2 (0.05)               | 2.0 (0.08)               | 6.7 (0.26)               | 9.9 (0.39)               | 12.4 (0.49)              | 8.6 (0.34)               | 7.0 (0.28)               | 4.1 (0.16)               | 0.6 (0.02)               | 1.4 (0.06)               | 57.4 (2.27)              |
| 평균 강수일수 (≥ 0.1 mm) | 2.6                      | 1.0                      | 0.8                      | 1.4                      | 2.6                      | 5.2                      | 5.8                      | 5.3                      | 2.7                      | 1.3                      | 0.6                      | 1.7                      | 31                       |
| 출처: Weather China      |                          |                          |                          |                          |                          |                          |                          |                          |                          |                          |                          |                          |                          |

## 역사

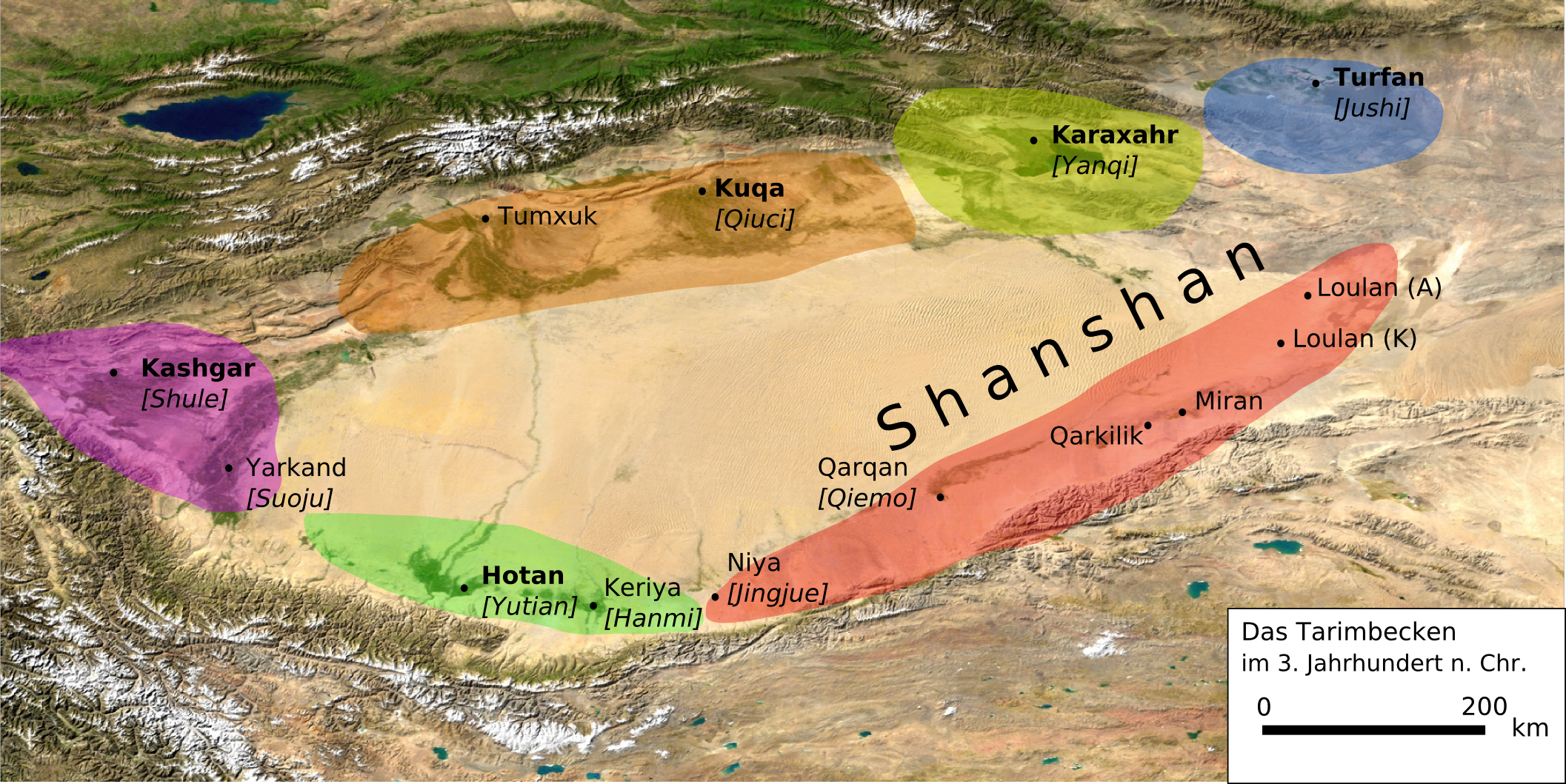
타클라마칸 사막

고대 서역 36국의 하나인 거리국(渠犁國)이었으며, 한나라 때는 위리(尉犁)로 알려졌으며 서역도호부에 복속되었다. 한서(BC125-AD23))에는 1,200호에 9,600명 정도가 있었고 2,000명 정도가 무장을 하고 있었다고 기록하고 있다. 또 선선(鄯善)과 차말현(且末县)에 인접해 있다고 기록하고 있다.
61년에 흉노족이 코를라, 카라샤르, 쿠차 등 15개의 왕국에서 3만명의 군사를 이끌고 호탄을 침공하였다. 91년에는 한나라 장군 반초가 카라샤르 왕국과 호수드, 쿠얼러, 샨구오 등의 왕국을 응징하기 위해 군사를 파견하였다.

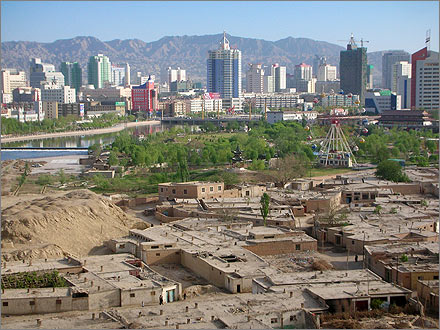
코를라의 구시가지와 신시가지

106년-125년 사이에 일어난 서역의 반란으로, 위리(쿠얼러)와 카라샤드의 국왕이 항복을 거부하자, 반초의 아들인 반양이 둔황의 도호를 따라서 이들을 격퇴시켰다. 3세기에 들어 위리로 기록된 코를라와 호수드 그리고 샨왕(산구오)는 모두 카라샤르에 복속되었다.
북위 시대에는 유려성(柳驢城)으로 불리다가 그 후 돌궐의 지배하에 들어갔다. 648년 당나라는 둔황 지역에서 이 지역과 무역하였다.
그 후 티베트 왕조의 침입을 받아 점령되면서, 840년 위구르가 서쪽으로 옮겨와 이 땅에 정착했다. 또한 서요, 차가타이 칸국, 중가르 등에 점령되기도 하였고, 1785년 청나라에 의해 신강이 되었다.
1877년 프란시스 영허즈번드는 베이징에서 인도로 여행하는 도중 이곳 쿠얼러를 거쳐서 지나갔다. 그의 기록에는 이곳에 번영하였으며, 문화가 잘 발달되어 있고, 그가 지나친 다른 어떤 곳보다 훨씬 빼어난 문화를 가졌다고 기록하고 있다.
1939년 쿠얼러 현으로 편입되었고, 1960년 바인궈렁 몽골 자치주 정부의 소재지가 되었다. 1979년 쿠얼러 시로 승격이 되어 1984년 쿠얼러 시와 현이 합병되었다.

## 경제

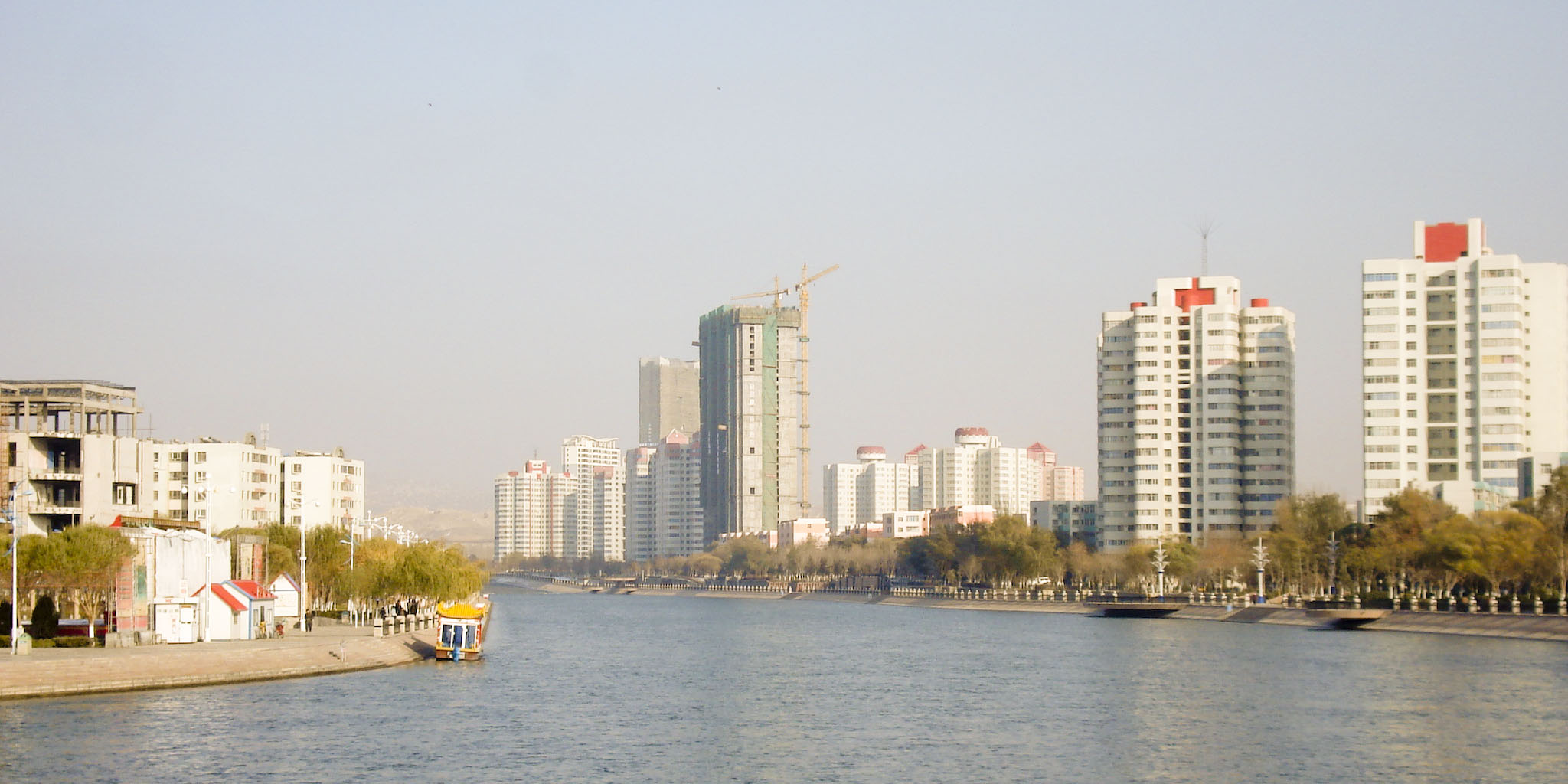
도심을 가로 지르는 공작하

타리무 분지는 중국 전체의 4대 천연가스 생산지와 6대 유전으로 손꼽하는 곳으로 유전이 잘 개발되었다. 쿠얼러는 이 천연자원의 개발기지이며, 석유 천연가스 관련산업이 잘 발달되어 있는 곳이다. 그래서 쿠얼러에는 신장 자치구 내의 중국석유 사(PetroChina Company, Limited , 中国石油天然气股份有限公司)의 석유탐사의 거대한 중심이 자리잡았다. 쿠얼러 자체가 신장의 석유 자원을 위해 만들어진 신도시이므로, 신장에서 가장 깨끗한 도시이다. 호텔이나 공원 등 사회 간접자본이 신장 도시 중에서 가장 잘 개발되어 있다.
난장철도(南疆鐵道) 개통이후 개발에 박차를 가하고 있으며, 근대 도시로의 성장에 따라 많은 한족 인구들이 유입되면서, 기존에 살고 있던 위구르족들은 거주지를 잃어 시 외곽이나 다른 곳으로 이주하면서 많은 문제가 야기되고 있다.

## 특산물
쿠얼러는 배의 산지로 유명하다. 쿠얼러 향배(庫爾勒香梨)는 당도와 맛으로 유명하다. 갈색의 한국 배와는 달리 초록색을 가지고 있으며, 언뜻 보기엔 사과처럼 보인다. 육질은 사과와 같고, 즙은 훨씬 더 풍부하고 달다.

## 인구
2007년 도시의 거주자는 47만 명으로 해마다 2만 명씩 증가하고 있는데 그들은 한족이 70%를 차지하고 있으며 위구르족이 두 번째로 많다. 몽골족도 그만큼 있다.

## 볼거리
신장에서 석유자원 개발을 위해 만들어진 신도시이므로, 볼거리보다는 숙박과 같은 인프라를 위해 들러는 곳이다. 음식과 숙박이 깨끗하므로 하루 쉬어가기 좋은 곳이다. 시내에서는 공원 등이 잘 정비되어 있고, 야시장 정도가 볼 만하다.
- 철문관(鐵門關)
- 보스텅 호수(博斯腾湖)

## 같이 보기
- 호탄
- 카스
- 사처